# Ball des Sports
Der Ball des Sports ist eine Benefiz-Veranstaltung, die seit 1970 jährlich in der Bundesrepublik Deutschland stattfindet. Veranstalter ist die Stiftung Deutsche Sporthilfe. Das Event gilt als Europas größte Benefizveranstaltung im Sport.

## Übersicht
Mit einem reinen Benefiz-Erlös von über einer Dreiviertelmillion Euro, der der Sporthilfe zugutekommt, ist der Ball des Sports die größte Fundraising-Veranstaltung im europäischen Sport. Derzeit besuchen jedes Jahr etwa 1600 geladene Gäste aus Sport, Wirtschaft, Politik, Kultur und Medien die Gala. Schirmherr der Veranstaltung ist traditionell der deutsche Bundespräsident.
Der Ball des Sports wurde 1970 ins Leben gerufen und fand seitdem mit Ausnahme von 1991, als er wegen des Golfkriegs ausfiel, jedes Jahr, in der Regel im Februar, statt. Ausrichtungsorte waren seither verschiedene Festhallen im Rhein-Main-Gebiet. Zwischen 2015 und 2017 fand der Ball des Sports bis zum abgeschlossenen Umbau der Rhein-Main-Hallen in und vor dem Kurhaus Wiesbaden statt. Im Jahr 2018 wurde der Ball erstmals im neu gebauten RheinMain CongressCenter ausgetragen, obwohl es zu diesem Zeitpunkt noch nicht fertiggestellt war.
Bisherige Veranstaltungsorte waren:
- Jahrhunderthalle Frankfurt-Höchst (1970–1976)
- Rhein-Main-Hallen Wiesbaden (1977, 1992–2001, 2007–2014)
- Rheingoldhalle Mainz (1978–1990)
- Festhalle Frankfurt (2002–2006)
- Kurhaus Wiesbaden (2015–2017)
- RheinMain CongressCenter (2018–2022)
- Festhalle Frankfurt (seit 2023)

Das Ballprogramm zeichnet sich durch Auftritte von sporthilfegeförderten Athleten, Demonstrationen verschiedenster Sportarten sowie künstlerischer und musikalischer Darbietungen aus.